# Cushing-Gletscher
Der Cushing-Gletscher ist ein 17 km langer Gletscher im Glacier-Bay-Nationalpark im Panhandle von Alaska.

## Geografie
Das Nährgebiet des Gletschers befindet sich auf einer Höhe von 1250 m nahe der kanadischen Grenze in den Alsek Ranges. Von dort strömt der im Mittel 1,3 km breite Gletscher in südsüdöstlicher Richtung und endet auf einer Höhe von etwa 300 m. Das Schmelzwasser des Gletschers fließt über eine Strecke von 9 km zum Kopfende des Wachusett Inlet, einer Seitenbucht der Glacier Bay. Westlich des Cushing-Gletschers verläuft der Carroll-Gletscher, weiter östlich der Morse-Gletscher.

## Gletscherentwicklung
Der Cushing-Gletscher zieht sich ähnlich wie die benachbarten Gletscher stetig zurück und verliert an Eisdicke. Da der Schneenachschub im Nährgebiet relativ gering war und an der Gletscherzunge moderat milde Temperaturen herrschten, erreichte der Gletscher in der jüngeren Geschichte nicht das Meer.

## Namensgebung
Der Gletscher wurde nach Henry Platt Cushing (1860–1921), einem Teilnehmer der Glacier-Bay-Exkursion im Jahr 1890.